# Symploce termitina
Symploce termitina är en kackerlacksart som först beskrevs av Henri Saussure 1863.  Symploce termitina ingår i släktet Symploce och familjen småkackerlackor. Inga underarter finns listade i Catalogue of Life.